# Roccaspinalveti
Roccaspinalveti é uma comuna italiana da região dos Abruzos, província de Chieti, com cerca de 1.671 habitantes. Estende-se por uma área de 32 km², tendo uma densidade populacional de 52 hab/km². Faz fronteira com Carpineto Sinello, Carunchio, Castiglione Messer Marino, Fraine, Guilmi, Montazzoli.

## Demografia
| Variação demográfica do município entre 1861 e 2011                               |
|                                                                                   |
| Fonte: Istituto Nazionale di Statistica (ISTAT) - Elaboração gráfica da Wikipedia |